# Суредька тендітна
Суредька тендітна, хориспора ніжна (Chorispora tenella) — вид рослин з родини капустяних (Brassicaceae), поширений у південній, південно-східній і східній Європі, й у Азії на схід до Китаю й Примор'я.

## Опис
Однорічна рослина 10–30 см заввишки. Рослина запушена гіллястими волосками, з домішкою залозистих. Листки довгасті, нижні — виїмчасто-зубчасті, верхні — відхилені, з дрібними зубчиками. Чашолистки прямостоячі, бічні — біля основи мішковидні. Пелюстки лілові, 10–12 мм завдовжки. Стручки 15–30 мм довжиною. Трава (5)10–40(56) см заввишки. Насіння коричневе, довгасте, 1–1.4 × 0.8–1 мм. 2n = 14.

## Поширення
Поширений у південній, південно-східній і східній Європі, й у Азії на схід до Китаю й Примор'я; натуралізований у Японії, Канаді, США, Аргентині, Чилі; інтродукований до деяких інших країн північної й середньої Європи та до Алжиру; також культивується.
В Україні вид зростає на полях, біля доріг — у Закарпатті, занесено; в Лісостепу, Степу та Криму, часто.

## Використання
Харчова рослина.

## Галерея

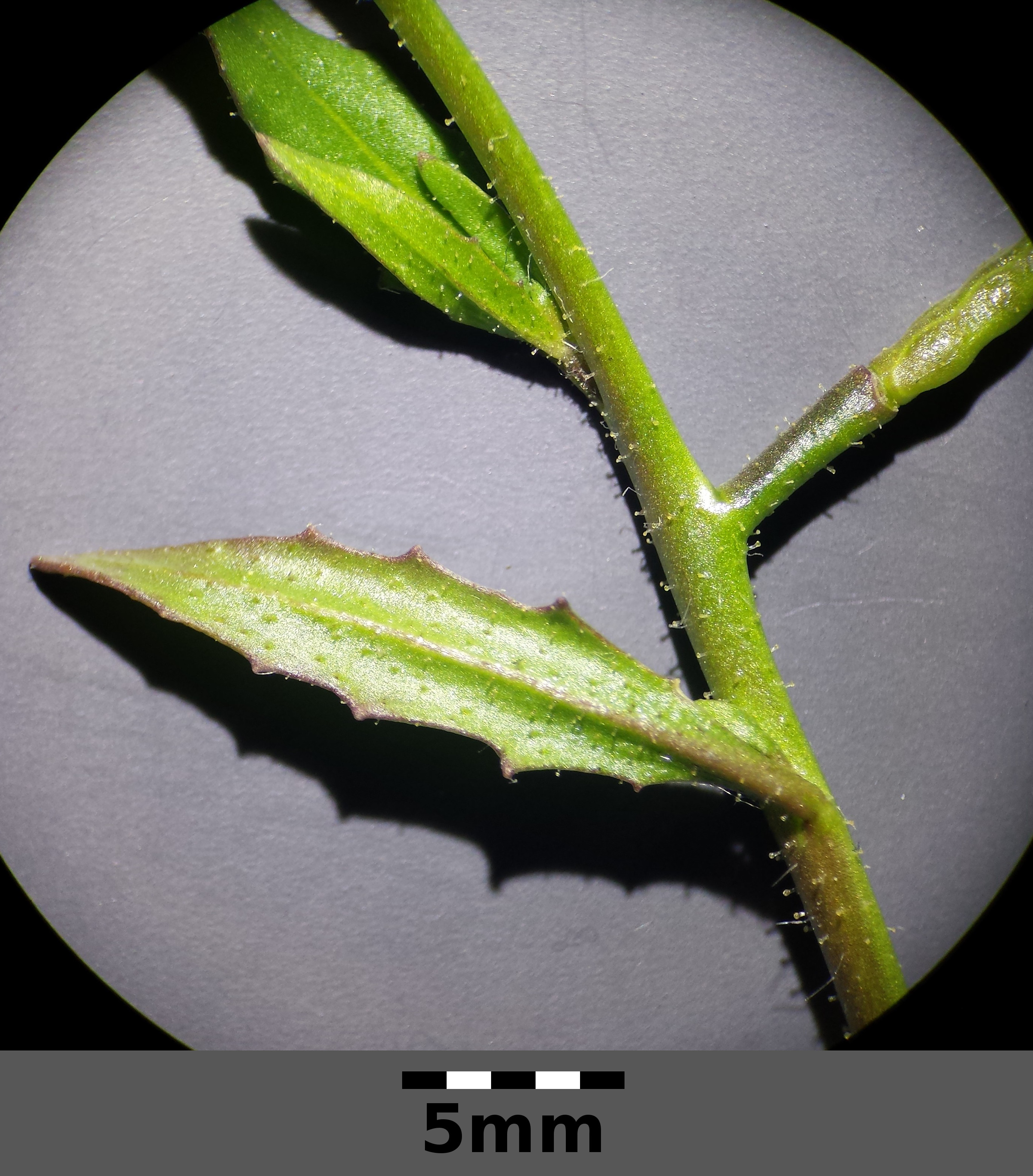
стебло з листям
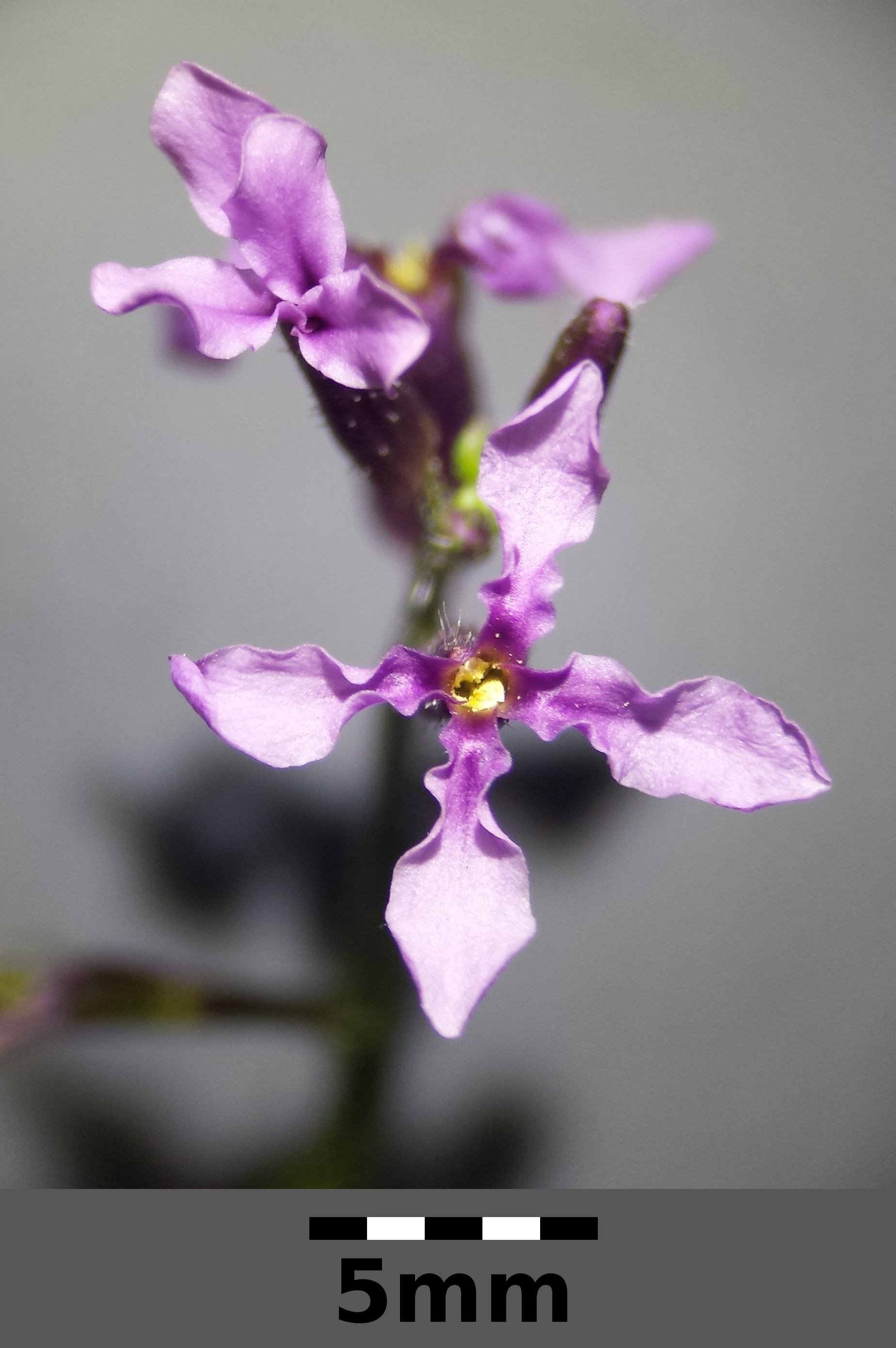
квітка
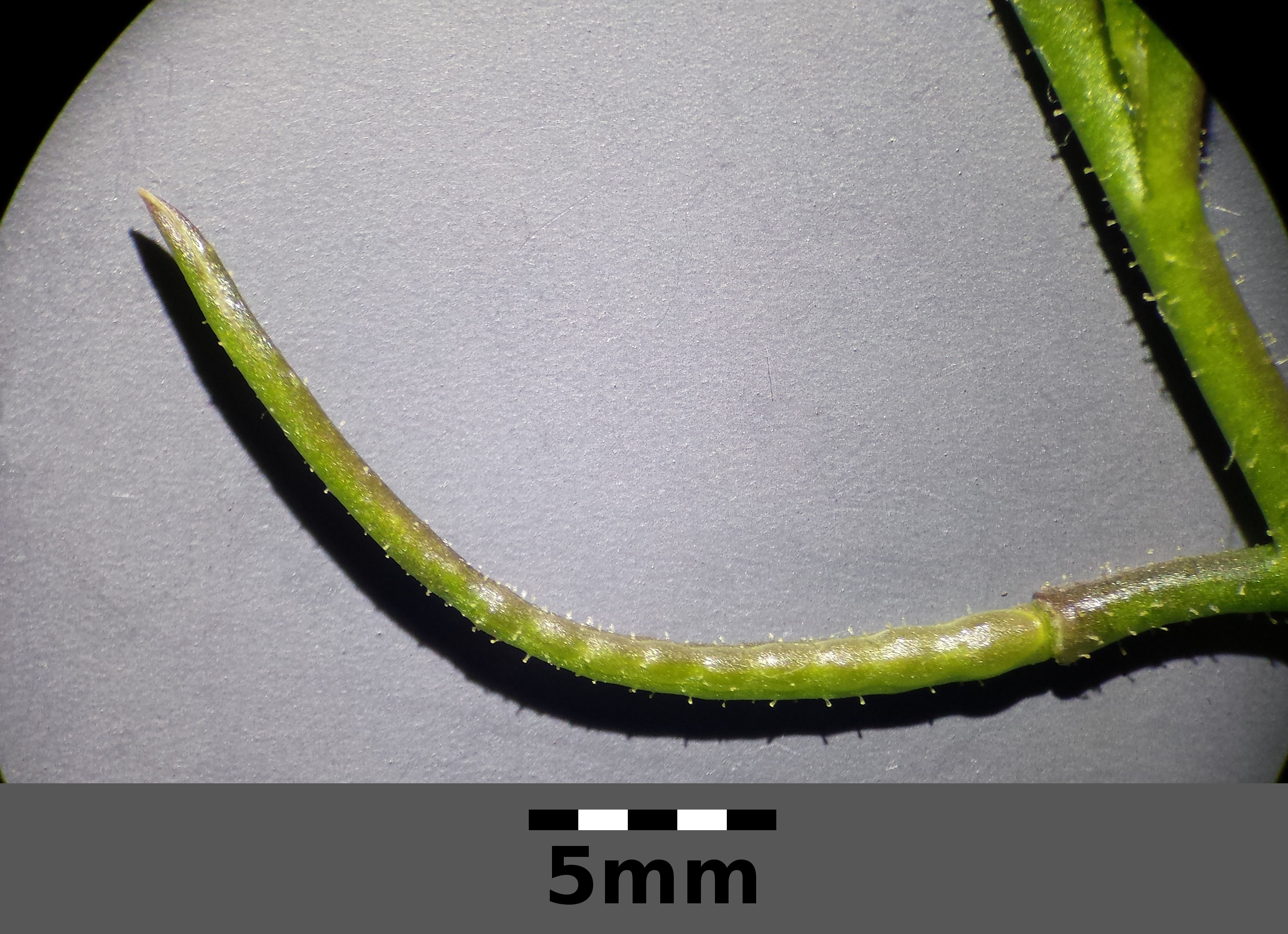
стручок
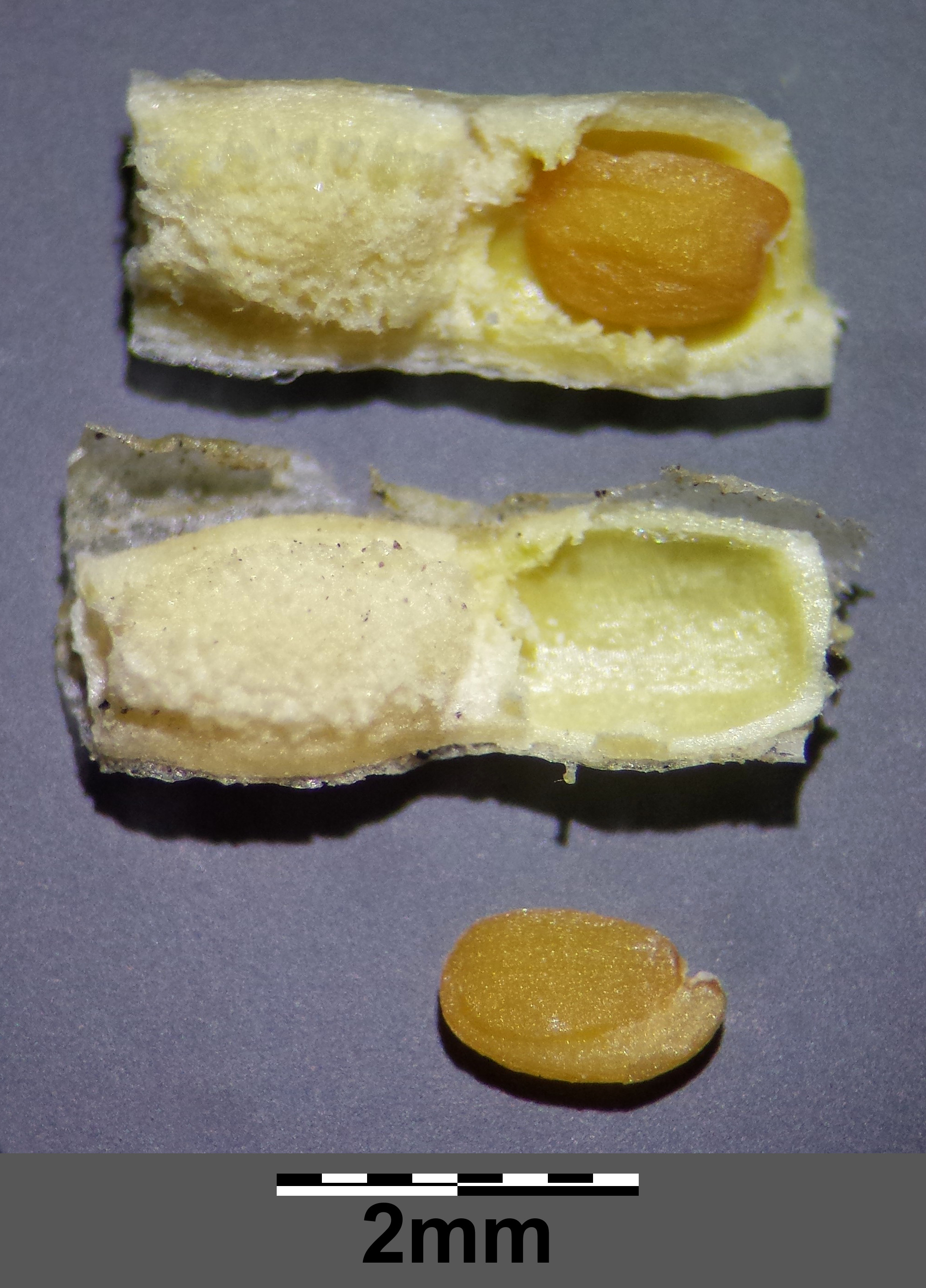
насіння
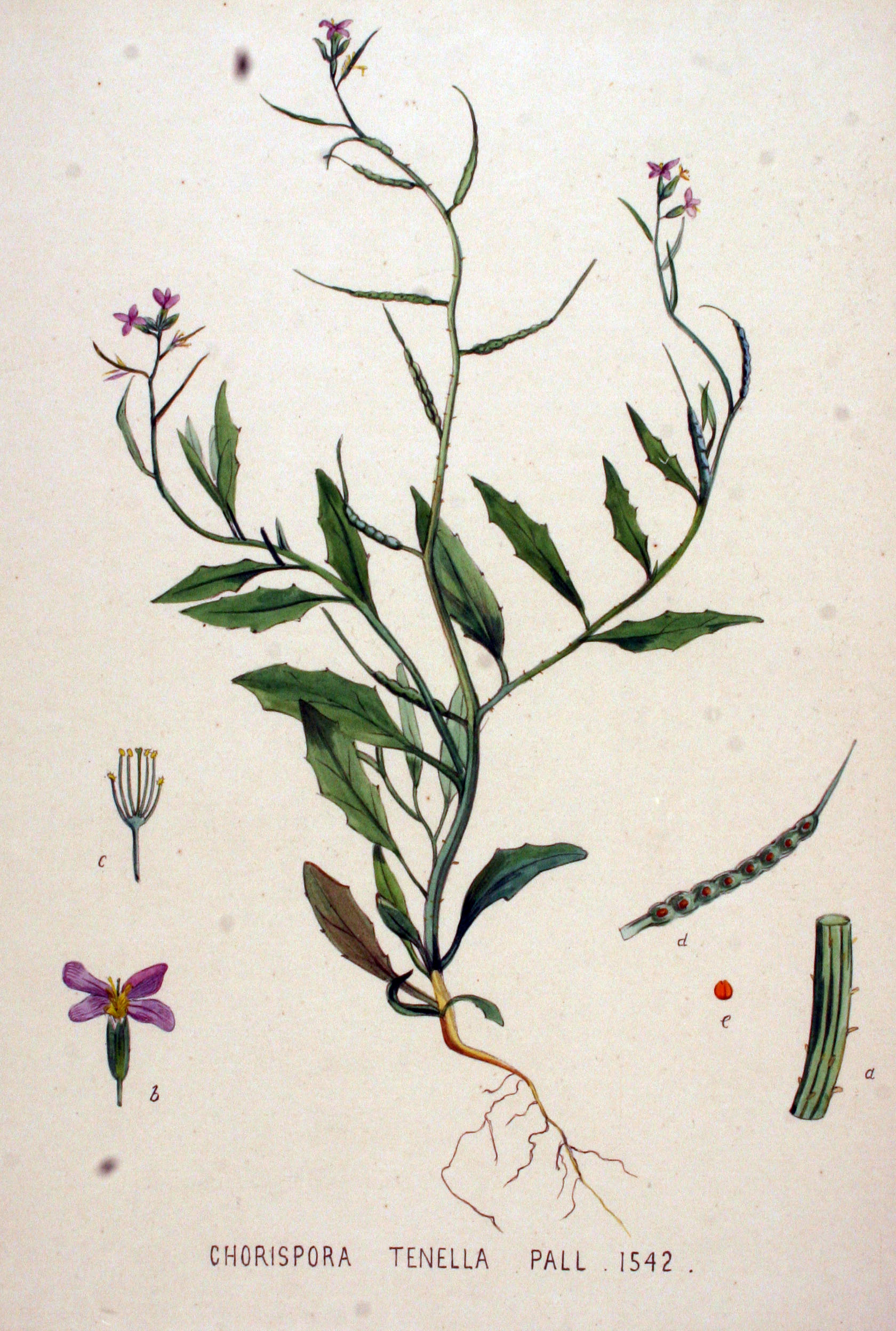
ілюстрація